# Championnats d'Amérique du Sud juniors d'athlétisme 2015
Navigation
Championnats d'Amérique du Sud juniors 2013 Championnats d'Amérique du Sud juniors 2017
La 41e édition des Championnats d'Amérique du Sud juniors d'athlétisme se déroule à Cuenca, en Équateur, des 29 au 31 mai 2015, sur la Pista atlética Jefferson Pérez, à Miraflores.

## Faits marquants
Pour la première fois en 41 éditions, le Brésil est battu par l'Équateur chez les féminines (162 points contre 182) bien que le Brésil ait prévalu chez les hommes (209 contre 133) et au total (371 points). Ángela Tenorio qui égale son record sud-américain sur 100 m et le bat sur 200 m obtient les meilleurs résultats des championnats. Une autre compétition de niveau mondial est celle du marteau masculin où Joaquín Gómez avec 80,59 m non seulement bat le record continental du marteau de 6 kg mais obtient le meilleur résultat mondial, devant le Hongrois Bence Halász.
Mikael de Jesus bat le record des championnats du 400 m haies. Le Chili brille sur 110 m haies avec Del Mónaco également record des championnats, de même que la Vénézuélienne Robeilys Peinado qui saute 4,35 m à la perche.
L'équipe du Brésil remporte 39 médailles au total, devançant l'Équateur nation-hôte avec 31 et le Pérou avec 22. Les pays suivants ont participé : Argentine (15 athlètes), Bolivie (11), Brésil (56), Chili (32), Équateur (66), Guyana (2), Panama (9), Paraguay (5), Pérou (37), Uruguay (2) et Venezuela (16).

## Résultats

### Hommes
| Épreuve | Or | Or             | Argent                                                                 | Argent         | Bronze                                                                                              | Bronze         |
| --- | --- | -------------- | ---------------------------------------------------------------------- | -------------- | --------------------------------------------------------------------------------------------------- | -------------- |
| 100 mètres | Vítor Hugo Silva Mourão dos Santos Brésil                                                                                | 10 s 29        | Derick de Souza Silva Brésil                                           | 10 s 38        | Arturo Deliser Panama                                                                               | 10 s 49        |
| 200 mètres | Arturo Deliser Panama | 20 s 86        | Derick de Souza Silva Brésil                                           | 20 s 92        | Enzo Faulbaum Chili                                                                                 | 21 s 06        |
| 400 mètres | Maykon Kennedy do Nascimento Brésil                                                                                      | 46 s 73        | Anderson Cordeiro de Lima Cerqueira Brésil                             | 47 s 19        | Martín Tagle Chili                                                                                  | 48 s 12        |
| 800 mètres | Pedro Roberto de Palma Junior Brésil                                                                                     | 1 min 51 s 76  | Jean Andres Jacome Perugachi Équateur                                  | 1 min 53 s 03  | Christian Castro Pérou                                                                              | 1 min 53 s 54  |
| 1 500 mètres | Rodrigo Valério Silva Brésil                                                                                             | 4 min 05 s 83  | Yonathan Ichiparra Pérou                                               | 4 min 07 s 26  | Israel Arellano Équateur                                                                            | 4 min 07 s 67  |
| 5 000 mètres | Brayan Jefersón Revelo Montenegro Équateur                                                                               | 15 min 34 s 45 | Reiner Paucara Pérou                                                   | 15 min 36 s 56 | Richar Calizaya Pérou                                                                               | 15 min 37 s 57 |
| 10 000 mètres | Brayan Jefersón Revelo Montenegro Équateur                                                                               | 32 min 35 s 46 | Richar Calizaya Pérou                                                  | 32 min 59 s 72 | Edson Lima Pérou                                                                                    | 33 min 16 s 86 |
| 110 mètres haies | Diego del Mónaco Chili                                                                                                   | 13 s 74        | Gastón Sayago Argentine                                                | 13 s 93        | Igor Viana Jeronimo Brésil                                                                          | 13 s 95        |
| 400 mètres haies | Mikael Antonio de Jesus Brésil                                                                                           | 50 s 96        | Asafe Madai de Deus Virgolino Brésil                                   | 51 s 07        | Steeven Abel Médina Vivar Équateur                                                                  | 52 s 42        |
| 3 000 mètres steeple | Gerson David Montes de Oca Équateur                                                                                      | 9 min 53 s 00  | Danny Fabricio Guaman Gallegos Équateur                                | 9 min 54 s 00  | Yonathan Ichiparra Pérou                                                                            | 9 min 54 s 28  |
| Relais 4 × 100 mètres | Brésil Paulo André Camilo de Oliveira Derick de Souza Silva Aliffer Junior dos Santos Rodrigo Pereira de Oliveira        | 39 s 90        | Chili Luis Cofré Sebastián Keitel Rondón Nicolás Ahumada Enzo Faulbaum | 40 s 62        | Équateur Edisson Sebastian Acuña Mena Carlos Dario Perlaza Chalen Luis Enrique Calvo Edison Camacho | 41 s 32        |
| Relais 4 × 400 mètres | Brésil Gabriel dos Santos Anderson Cordeiro de Lima Cerqueira Alexsandro Garofallo Vitorino Maykon Kennedy do Nascimento | 3 min 8 s 86   | Chili Nicolás Ahumada José Manuel del Prado Martín Tagle Enzo Faulbaum | 3 min 13 s 79  | Pérou Luis Iriarte Luis Benza Mauricio Garrido José Becerra                                         | 3 min 16 s 92  |
| 10 km marche | César Rodríguez Pérou | 43 min 04 s 18 | Paolo Yurivilca Pérou                                                  | 43 min 04 s 23 | Braulio Stalin Morocho Pizarro Équateur                                                             | 44 min 15 s 83 |
| Saut en hauteur | Jeavier Moreno Venezuela                                                                                                 | 2,13 m         | Jaime Escobar Panama                                                   | 2,11 m         | Guilherme Sales dos Santos Brésil                                                                   | 2,11 m         |
| Saut à la perche | José Rodolfo Pacho Vélez Équateur                                                                                        | 5,15 m         | Bruno Germano Spinelli Brésil                                          | 5,00 m         | Josué Gutiérrez Pérou                                                                               | 4,80 m         |
| Saut en longueur | Samory Uiki Bandeira Fraga Brésil                                                                                        | 7,62 m         | Eduardo Andres Landeta Minda Équateur                                  | 7,56 m         | Santiago Cova Venezuela                                                                             | 7,42 m         |
| Triple saut | Ulisses Mateus Silva Costa Brésil                                                                                        | 16,23 m (+0,1) | Leodan Torrealba Venezuela                                             | 15,14 m        | Santiago Cova Venezuela                                                                             | 15,03 m        |
| Lancer du poids | Eduardo Santiago Espín Sanchez Équateur                                                                                  | 18,68 m        | Welington Silva Morais Brésil                                          | 18,24 m        | Sebastián Lazen Chili                                                                               | 18,04 m        |
| Lancer du disque | Cleverson Pereira Oliveira Brésil                                                                                        | 57,02 m        | Eduardo Espín Équateur                                                 | 53,10 m        | Davi Ferreira Junior Brésil                                                                         | 52,82 m        |
| Lancer du marteau | Joaquín Gómez Argentine                                                                                                  | 80,59 m        | Humberto Mansilla Chili                                                | 78,69 m        | Gabriel Kehr Chili                                                                                  | 77,54 m        |
| Lancer du javelot | Francisco Muse Chili | 70,18 m        | Pedro Luiz do Prado Barros Brésil                                      | 64,63 m        | Sebastian Eduard Tapia Banderas Équateur                                                            | 62,20 m        |
| Décathlon | Hellerson Pereira da Costa Brésil                                                                                        | 7 211 pts      | César Jofré Chili                                                      | 6 675 pts      | Adrian Almarza Équateur                                                                             | 6 506 pts      |
| Records et Performances - AR : Record continental (area record) - CR : Record des championnats (championship record) - MR : Record du meeting (meet record) - NR : Record national (national record) - OR : Record olympique (olympic record) - PR : Record paralympique (paralympic record) - PB : Record personnel (personal best) - SB : Meilleure performance personnelle de la saison (season's best) - WL : Meilleure performance mondiale de l'année (world leader) - WJR : Record du monde junior (world junior record) - WR : Record du monde (world record) Circonstances et Conditions - DNF : N'a pas terminé (did not finish) - DNS : N'a pas pris le départ (did not start) - DQ : Disqualification (disqualification) - NM : Aucun essai valable enregistré (No Mark) - Q : Qualifié « directement » au prochain tour (ou à la prochaine compétition), lors d'une compétition majeure, grâce au classement ou à la réalisation des minima (automatic qualifier) - q : Qualifié au prochain tour (ou à la prochaine compétition), lors d'une compétition majeure, grâce au repêchage ou à la réalisation de l'une des meilleures performances parmi celles des « non qualifiés directement » (grâce au meilleur temps ou à la meilleure distance par exemple) (secondary qualifier) | |                |                                                                        |                | |                |